# Selecciones nacionales masculinas de hockey patines
Las selecciones nacionales masculinas de hockey patines son equipos formados ocasionalmente por jugadores de hockey sobre patines de una misma nacionalidad que representan a sus respectivas federaciones nacionales en las competiciones internacionales de este deporte. Se denominan "selecciones" porque sus componentes son elegidos entre los mejores jugadores pertenecientes a distintos clubes, y "nacionales" porque se agrupan en función de su nacionalidad, con independencia de que el club al que pertenecen este radicado en su propio país o sea un club extranjero. Están dirigidas por un director técnico contratado por la federación nacional correspondiente, el cual es normalmente el encargado de elegir a los jugadores participantes, por lo que se le conoce con el nombre de "seleccionador nacional".

Para que la selección representativa de una determinada federación nacional pueda participar en competiciones internacionales oficiales, ésta debe ser miembro de la Federación Internacional de Patinaje (FIRS) y dentro de ella estar adscrita al Comité Internacional de Hockey sobre Patines (CIRH), y a su vez debe ser miembro de los organismos equivalentes a nivel continental.

En la mayoría de los casos el ámbito territorial de las selecciones nacionales se corresponde con países independientes. No obstante, existen casos en que se acepta la existencia de selecciones vinculadas a territorios más o menos autónomos dependientes de otro país.

## Campeonatos entre selecciones nacionales
- Copa de las Naciones de Montreux (desde 1924)
- Campeonato Europeo (desde 1926)
- Campeonato Mundial A (desde 1936)
- Campeonato Sudamericano (1954 / 2004)
- Eventos multideportivos (1955 / 2001). El hockey patines formó parte del prógrama de una edición de los Juegos Mediterráneos (1955) y de cinco ediciones de los Juegos Mundiales (1981 / 2001). En una sola ocasión ha sido incluido en los Juegos Olímpicos, como deporte de exhibición (1992).
- Copa Latina (1956 / 1963)
- Campeonato Panamericano (desde 1979)
- Campeonato Mundial B (desde 1984)
- Campeonato Asiático (desde 1987)
- Open Copa América (desde 2007)

## Selecciones nacionales en activo
Existen en 2016 un total de 33 selecciones nacionales activas, clasificadas conforme a su nivel deportivo. (Entre paréntesis, el año en que comenzaron a competir) 

Primer nivel.
1.  España (1947)
Campeonato Mundial A: 40 participaciones.  16  12  7
Campeonatos continentales: 40 participaciones.  16  16  6
2.  Portugal (1930)
Campeonato Mundial A: 42 participaciones.  15   9  15
Campeonatos continentales: 47 participaciones.  21  13  9
3.  Argentina (1956)
Campeonato Mundial A: 29 participaciones.  5  8  9
Campeonatos continentales: 28 participaciones.  20  6  2
4.  Italia (1925)
Campeonato Mundial A: 42 participaciones.  4  8  10
Campeonatos continentales: 50 participaciones.  3  12  21
Segundo nivel.
5.  Francia (1924)
Campeonato Mundial A: 32 participaciones.
Campeonato Mundial B: 4 participaciones.  2  1
Campeonatos continentales: 51 participaciones.  5  3
6.  Suiza (1924)
Campeonato Mundial A: 36 participaciones.  1  1
Campeonato Mundial B: 2 participaciones.  2
Campeonatos continentales: 52 participaciones.  2  4
7.  Brasil (1953)
Campeonato Mundial A: 25 participaciones.
Campeonato Mundial B: 1 participación.  1
Campeonatos continentales: 26 participaciones.  4  8  11
8.  Chile (1954)
Campeonato Mundial A: 23 participaciones.
Campeonato Mundial B: 4 participaciones.  1   2
Campeonatos continentales: 26 participaciones.  4  5  12
9.  Alemania (1924)
Campeonato Mundial A: 36 participaciones.
Campeonato Mundial B: 1 participación.  1
Campeonatos continentales: 48 participaciones.  2  4
10.  Mozambique (1975)
Campeonato Mundial A: 10 participaciones.
Campeonato Mundial B: 7 participaciones.  1   2
11.  Angola (1982)
Campeonato Mundial A: 16 participaciones.
Campeonato Mundial B: 3 participaciones.  1   1
12.  Colombia (1963)
Campeonato Mundial A: 10 participaciones.
Campeonato Mundial B: 9 participaciones.  1  1  3
Campeonatos continentales: 10 participaciones.  2
13.  Cataluña (2001)
Campeonato Mundial B: 1 participación.  1
Campeonatos continentales: 3 participaciones.  1  2
Tercer nivel.
14.  Inglaterra (1910)
Campeonato Mundial A: 25 participaciones.  2  1
Campeonato Mundial B: 12 participaciones.  1  3  2
Campeonatos continentales: 51 participaciones.  12  1
15.  Holanda (1948)
Campeonato Mundial A: 35 participaciones.  1
Campeonato Mundial B: 8 participaciones.  5  2
Campeonatos continentales: 32 participaciones.  4
16.  Estados Unidos (1966)
Campeonato Mundial A: 24 participaciones.
Campeonato Mundial B: 6 participaciones.  3  1
Campeonatos continentales: 9 participaciones.  3  2
17.  Sudáfrica (1992)
Campeonato Mundial A: 3 participaciones.
Campeonato Mundial B: 10 participaciones.  1  1
Campeonatos continentales: 2 participaciones.
18.  Andorra (1990)
Campeonato Mundial A: 6 participaciones.
Campeonato Mundial B: 5 participaciones.  2  1
Campeonatos continentales: 3 participaciones.
19.  Austria (1990)
Campeonato Mundial A: 2 participaciones.
Campeonato Mundial B: 13 participaciones.  1  1
Campeonatos continentales: 6 participaciones.
20.  Macao (1984)
Campeonato Mundial A: 1 participación.
Campeonato Mundial B: 14 participaciones.
Campeonatos continentales: 14 participaciones.  10  3  1
Cuarto nivel.
21.  Uruguay (1954)
Campeonato Mundial A: 5 participaciones.
Campeonato Mundial B: 9 participaciones.
Campeonatos continentales: 16 participaciones.  5
22.  Egipto (1948)
Campeonato Mundial A: 6 participaciones.
Campeonato Mundial B: 4 participaciones.
23.  México (1982)
Campeonato Mundial A: 1 participación.
Campeonato Mundial B: 10 participaciones.
Campeonatos continentales: 2 participaciones.
24.  Israel (1992)
Campeonato Mundial B: 6 participaciones.
25.  Australia (1968)
Campeonato Mundial A: 8 participaciones.
Campeonato Mundial B: 14 participaciones.  1
Campeonatos continentales: 2 participaciones.  2
26.  Nueva Zelanda (1968)
Campeonato Mundial A: 5 participaciones.
Campeonato Mundial B: 12 participaciones.
27.  Japón (1964)
Campeonato Mundial A: 8 participaciones.
Campeonato Mundial B: 11 participaciones.
Campeonatos continentales: 14 participaciones.  4  5  4
Quinto nivel.
28.  India (1978)
Campeonato Mundial A: 1 participación.
Campeonato Mundial B: 6 participaciones.
Campeonatos continentales: 15 participaciones.  3  6
29.  Taiwán (1987) 
Campeonato Mundial B: 4 participaciones.
Campeonatos continentales: 14 participaciones.  2  1
30.  Pakistán (1989)
Campeonato Mundial B: 4 participaciones.
Campeonatos continentales: 6 participaciones.
31.  Ecuador (1981)
Campeonato Mundial B: 1 participación.
Campeonatos continentales: 2 participaciones.
32.  Costa Rica (1986)
Campeonato Mundial B: 1 participación.
Campeonatos continentales: 1 participación.
33.  Bélgica (1925)
Campeonato Mundial A: 17 participaciones.  1
Campeonato Mundial B: 3 participaciones.  1
Campeonatos continentales: 38 participaciones.  1  1

## Selecciones nacionales desaparecidas
A lo largo de la historia del hockey sobre patines se han creado otras 16 selecciones que han llegado a disputar competiciones oficiales en la categoría absoluta masculina, pero que transcurrido un tiempo han dejado de competir. (Entre paréntesis, los años en que comenzaron y dejaron de competir)

1. Irlanda (1910/1994)
2. Dinamarca (1951/1958)
3. Noruega (1954/1959)
4. Venezuela (1954/1990)
5. Yugoslavia (1955/1961)
6. Alemania Oriental (1959/1990)
7. Corea del Sur (1964/2005)
8. Puerto Rico (1979/1987)
9. Canadá (1980/2000)
10. Guatemala (1982/1982)
11. Hong Kong (1987/1991)
12. Cuba (1990/1993)
13. China (1990/2004)
14. Corea del Norte (1990/2004)
15. Rusia (1994/1994)
16. Suecia (1998/1998)

## Registros (hasta 2016)

### Positivos
| Récord                 | Primero                  | Segundo                    | Tercero                     | Cuarto                   | Quinto                  |
| Partidos jugados       | Alemania - 932           | Portugal - 895             | Francia - 872               | Italia - 871             | España - 828            |
| Partidos ganados       | Portugal - 697           | España - 661               | Italia - 528                | Alemania - 384           | Holanda - 318           |
| Balance de victorias   | España - 79,8% (661/828) | Portugal - 77,9% (697/895) | Argentina - 70,9% (309/436) | Italia - 60,6% (528/871) | Macao - 54,9% (118/215) |
| Partidos empatados     | Italia - 95              | Alemania - 90              | Francia - 89                | Portugal - 79            | Suiza - 77              |
| Campeonatos disputados | Italia - 92              | Suiza - 90                 | Portugal - 89               | Inglaterra - 88          | Francia - 87            |
| Campeonatos ganados    | Portugal - 36            | España - 32                | Argentina - 25              | Macao - 10               | Italia - 7              |

- Datos: Q9075739